# العلاقات الأوغندية السنغالية
العلاقات الأوغندية السنغالية هي العلاقات الثنائية التي تجمع بين أوغندا والسنغال.

## مقارنة بين البلدين
هذه مقارنة عامة ومرجعية للدولتين:
| وجه المقارنة                                              | أوغندا                        | السنغال                                              |
| --------------------------------------------------------- | ----------------------------- | ---------------------------------------------------- |
| المساحة (كم2)                                             | 241.04 ألف                    | 196.72 ألف                                           |
| عدد السكان (نسمة)                                         | 42.86 مليون                   | 15.85 مليون                                          |
| الكثافة السكانية (ن./كم²)                                 | 177.81                        | 80.57                                                |
| العاصمة                                                   | كامبالا                       | داكار                                                |
| اللغة الرسمية                                             | لغة إنجليزية، اللغة السواحلية | لغة فرنسية، اللغة الولوفية، باديارا ‏، اللغة البلنتية |
| العملة                                                    | شيلينغ أوغندي                 | فرنك غرب أفريقي                                      |
| الناتج المحلي الإجمالي (بليون دولار)                      | 25.89 مليار                   | 16.37 مليار                                          |
| الناتج المحلي الإجمالي (تعادل القوة الشرائية) بليون دولار | 72.25 مليار                   | 36.62 مليار                                          |
| الناتج المحلي الإجمالي الاسمي للفرد دولار أمريكي          | 705                           | 899                                                  |
| الناتج المحلي الإجمالي للفرد دولار أمريكي                 | 1.77 ألف                      | 2.33 ألف                                             |
| مؤشر التنمية البشرية                                      | 0.483                         | 0.466                                                |
| رمز المكالمات الدولي                                      | +256                          | +221                                                 |
| رمز الإنترنت                                              | .ug                           | .sn                                                  |
| المنطقة الزمنية                                           | ت ع م+03:00                   | 00                                                   |

## منظمات دولية مشتركة
يشترك البلدان في عضوية مجموعة من المنظمات الدولية، منها:
| علم المنظمة | اسم المنظمة                                 | تاريخ انضمام أوغندا | تاريخ انضمام السنغال |
| ----------- | ------------------------------------------- | ------------------- | -------------------- |
|             | وكالة ضمان الاستثمار متعدد الأطراف          | 10 يونيو 1992       | 12 أبريل 1988        |
|             | الأمم المتحدة                               | 25 أكتوبر 1962      | 28 سبتمبر 1960       |
|             | الفريق المعني برصد الأرض                    | ?                   | ?                    |
|             | منظمة التعاون الإسلامي                      | ?                   | ?                    |
|             | منظمة حظر الأسلحة الكيميائية                | ?                   | ?                    |
|             | منظمة التجارة العالمية                      | ?                   | ?                    |
|             | منظمة الشرطة الجنائية الدولية               | ?                   | ?                    |
|             | الاتحاد الأفريقي                            | ?                   | ?                    |
|             | البنك الإفريقي للتنمية                      | ?                   | ?                    |
|             | مؤسسة التنمية الدولية                       | 27 سبتمبر 1963      | 31 أغسطس 1962        |
|             | يونسكو                                      | 9 نوفمبر 1962       | 10 نوفمبر 1960       |
|             | مجموعة دول أفريقيا والكاريبي والمحيط الهادئ | ?                   | ?                    |
|             | الاتحاد البريدي العالمي                     | ?                   | ?                    |
|             | البنك الدولي للإنشاء والتعمير               | 27 سبتمبر 1963      | 31 أغسطس 1962        |
|             | الاتحاد الدولي للاتصالات                    | 8 مارس 1963         | 15 نوفمبر 1960       |
|             | مؤسسة التمويل الدولية                       | 27 سبتمبر 1963      | 31 أغسطس 1962        |
|             | المركز الدولي لتسوية المنازعات الاستشارية   | 14 أكتوبر 1966      | 21 مايو 1967         |

## وصلات خارجية
- موقع وزارة الخارجية الأوغندية
- موقع وزارة الخارجية السنغالية